# A México
A México es el nombre del duodécimo álbum de estudio del intérprete español Julio Iglesias. Fue lanzado al mercado en 1975 bajo la disquera CBS.
Forma parte de la lista de «Los 100 discos que debes tener antes del fin del mundo», publicada en 2012 por Sony Music.

## Lista de canciones
| A México |                         |                      |          |  |
| N.º      | Título                  | Escritor(es)         | Duración |  |
| 1.       | «Cucurrucucú paloma»    | Tomás Méndez         | 3:28     |  |
| 2.       | «No me amenaces»        | José Alfredo Jiménez | 3:12     |  |
| 3.       | «Ella»                  | José Alfredo Jiménez | 3:24     |  |
| 4.       | «Cuando vivas conmigo»  | José Alfredo Jiménez | 2:37     |  |
| 5.       | «Noche de ronda»        | Agustín Lara         | 3:58     |  |
| 6.       | «Solamente una vez»     | Agustín Lara         | 3:37     |  |
| 7.       | «Amanecí en tus brazos» | José Alfredo Jiménez | 3:19     |  |
| 8.       | «Corazón, corazón»      | José Alfredo Jiménez | 3:44     |  |
| 9.       | «Un mundo raro»         | José Alfredo Jiménez | 3:14     |  |
| 10.      | «María bonita»          | Agustín Lara         | 3:00     |  |
| 32:11    |                         |                      |          |  |